# Longnor (Staffordshire)
Longnor is een civil parish in het bestuurlijke gebied Staffordshire Moorlands, in het Engelse graafschap Staffordshire met 334 inwoners.